# Lomtjärnen (Ljusdals socken, Hälsingland, 687520-151207)
Lomtjärnen är en sjö i Ljusdals kommun i Hälsingland och ingår i Ljusnans huvudavrinningsområde.